# Отто Меркер
Отто Меркер (нім. Otto Merker; 1 червня 1899, Міхельфельд — 1986) — німецький інженер-машинобудівник і підприємець. Кавалер Лицарського хреста Хреста Воєнних заслуг з мечами.

## Біографія
Після закінчення школи в 1917 році вступив добровольцем у ВПС. Учасник боїв на Західному фронті в районі Сомми. Після війни демобілізований, до 1921 року навчався у вищому машинобудівному училищі Есслінгена. З 1923 року працював на заводі свого батька в Беблінгені.
В 1927 році розробив і представив на технічній виставці гусеничний трактор потужністю 15 кінських сил, який зацікавив військових. Гауптман Людвіг фон Радльмаєр спитав Меркера, чи можна використовувати розроблену ним у гусеницю на військових машинах. Прототип бойової гусеничної машини був побудований на заводі в Есслінгені, де Меркер з 1927 року працював головним інженером, а практичні випробування рейхсвер провів в обхід Версальського договору в танковому училищі під Казанню разом з Червоною армією. В 1929-36 роках очолював відділ розробок шведської компанії Landsverk, яка, як і завод в Есслінгені, займалась виробництвом військової техніки в обхід Версальського договору. Під керівництвом Меркера вироблялись легкі танки і артилерійські тягачі.
В 1936 році повернувся в Німеччину і став технічним директором заводу Magirus в Ульмі, який виробляв пожежні автомобілі. В 1937 році перейшов в материнську компанію Deutz AG, а в наступному році став повноправним членом правління. В 1942 році перейшов в Імперське міністерство озброєнь і військової промисловості, де очолив головний комітет кораблебудування. Основним завданням Меркера було будівництво нових підводних човнів. Під його керівництвом було введене використання секційної конструкції човнів, що дозволило скоротити тривалість виробництва з 11.5 до 2 місяців. Після війни заарештований американськими військами. В 1946 році звільнений. В листопаді 1947 року успішно пройшов денацифікацію.
З 1950 року — член правління машинобудівної компанії Hanomag. Після її поглинання фірмою Rheinstahl в 1952 році став членом контрольної ради нової Rheinstahl-Hanomag AG. Працював на бундесвер головним підрядником з виробництва БТР HS 30 і БМП Marder. Окрім цього, Меркер був членом контрольних рад Rheinstahl-Nordseewerke, Rheinstahl Eisenwerke Mülheim-Meiderich і Vidal & Sohn. 1 січня 1964 року вийшов на пенсію.

## Нагороди
- Залізний хрест 2-го класу
- Медаль «За військові заслуги» (Вюртемберг)
- Почесний хрест ветерана війни з мечами
- Лідер воєнної економіки
- Хрест Воєнних заслуг 2-го і 1-го класу з мечами
- Лицарський хрест Хреста Воєнних заслуг з мечами (25 серпня 1944) — вручений Вольфгангом Лютом.
- Орден «За заслуги перед Федеративною Республікою Німеччина», офіцерський хрест (1953)
- Почесний доктор Вищого технічного училища Ганновера (1956)